# Colón (departement van Córdoba)
Colón is een departement in de Argentijnse provincie Córdoba. Het departement (Spaans: departamento) heeft een oppervlakte van 2.588 km² en telt 171.067 inwoners.

## Plaatsen in departement Colón
- Agua de Oro
- Colonia Caroya
- Colonia Tirolesa
- Colonia Vicente Agüero
- Dumesnil
- El Manzano
- Estación General Paz
- Estación Juárez Celman
- Jesús María
- La Calera
- La Granja
- Malvinas Argentinas
- Mendiolaza
- Mi Granja
- Río Ceballos
- Saldán
- Salsipuedes
- Tinoco
- Unquillo
- Villa Allende
- Villa Cerro Azul